# Marie Euthymie Üffing
Marie Euthymie Üffing (Hopsten, 8 avril 1914 - Münster, 9 septembre 1955) est une religieuse allemande de la congrégation des clémentines reconnue bienheureuse par l'église catholique.

## Biographie

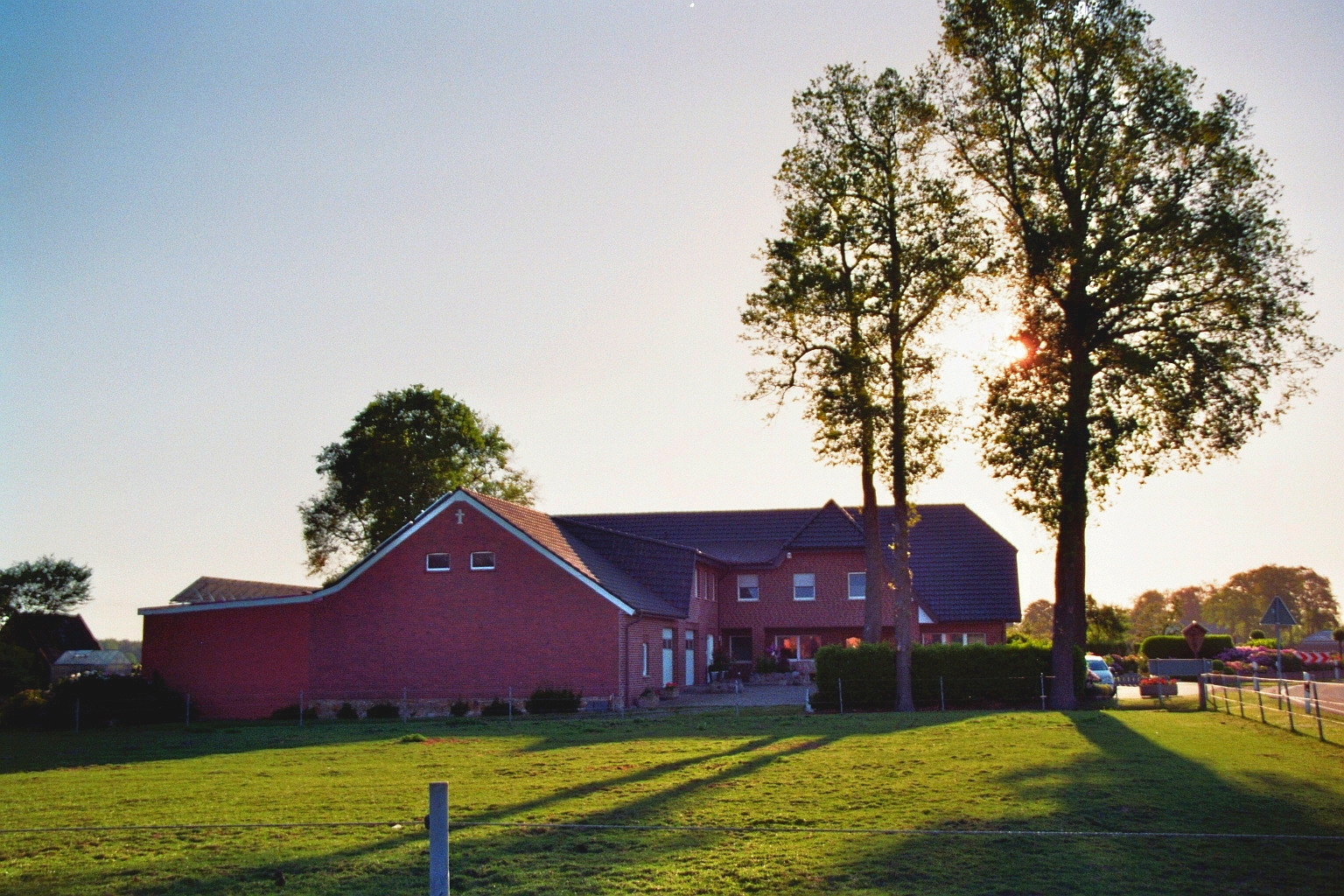
La ferme familliale ou Emma est née en 1914.

Emma Hüffing est la neuvième de onze enfants nés de l'union de Marie et Auguste Üffing, qui tiennent une petite auberge jusqu'aux 17 ans d'Emma. Depuis son onzième mois elle souffre de rachitisme, qui la rend fragile et lui cause des problèmes pour marcher,. En 1931, Emma entre en formation pour devenir domestique dans la cuisine de l'hôpital Sainte-Anne à Hopsten. Trois ans plus tard, le 25 mars 1934, Emma demande son admission chez les sœurs de la Charité de la Vierge des Douleurs, mère de Dieu, et devient postulante le 23 juillet. Son noviciat commence avec la prise d'habit le 2 octobre 1935 et s'achève le 11 octobre 1936 avec les vœux temporaires et reçoit le nom de sœur Marie Euthymie. Un an plus tard elle est envoyée à l'hôpital Saint-Vincent à Dinslaken, où elle travaille comme assistante-infirmière en centre d'isolement. Elle réussit l'examen d'admission pour devenir infirmière en titre et prononce ses vœux définitifs le 15 septembre 1940,,.
À Dinslaken, pendant la Seconde Guerre mondiale, elle est chargée des soins pour les prisonniers de guerre, desquels elle reçoit le surnom d' « Ange de l'amour ». Quand elle comprend que les prisonniers meurent de faim et fouillent les poubelles pour survivre, elle leur prépare des tartines de pain beurré qu'elle dépose sur les poubelles. Après la fin de la guerre et la dissolution du pôle pour les prisonniers de guerre, elle est affectée à la lingerie de l'hôpital. Renoncer aux soins à la personne et au contact direct avec les patients lui coûte beaucoup, pourtant elle accepte l'épreuve. En 1948, elle est envoyée à la maison mère à Münster et reprend la direction de la lingerie. Après un épisode de fatigue extrême, en juillet 1955, un cancer est diagnostiqué, duquel elle meurt le 9 septembre 1955,,.

## Notoriété et Culte
L'ouverture de la cause de béatification de sœur Euthymie vient du fait qu'une des sœurs du même institut, ayant mis sa main dans un fer à repasser de l'époque et souffrant ainsi de brûlures graves, demanda l'intercession de sœur Marie Euthymie et voit en peu de temps sa main guérir complètement. Deux ans plus tard, la cause de béatification est demandée et introduite deux ans plus tard. Le 7 octobre 2001, sœur Euthymie est béatifiée par Jean-Paul II,.
Sa tombe située au cimetière municipal de Münster (Allemagne) attire de nombreuses personnes, même au-delà des frontières allemandes,.

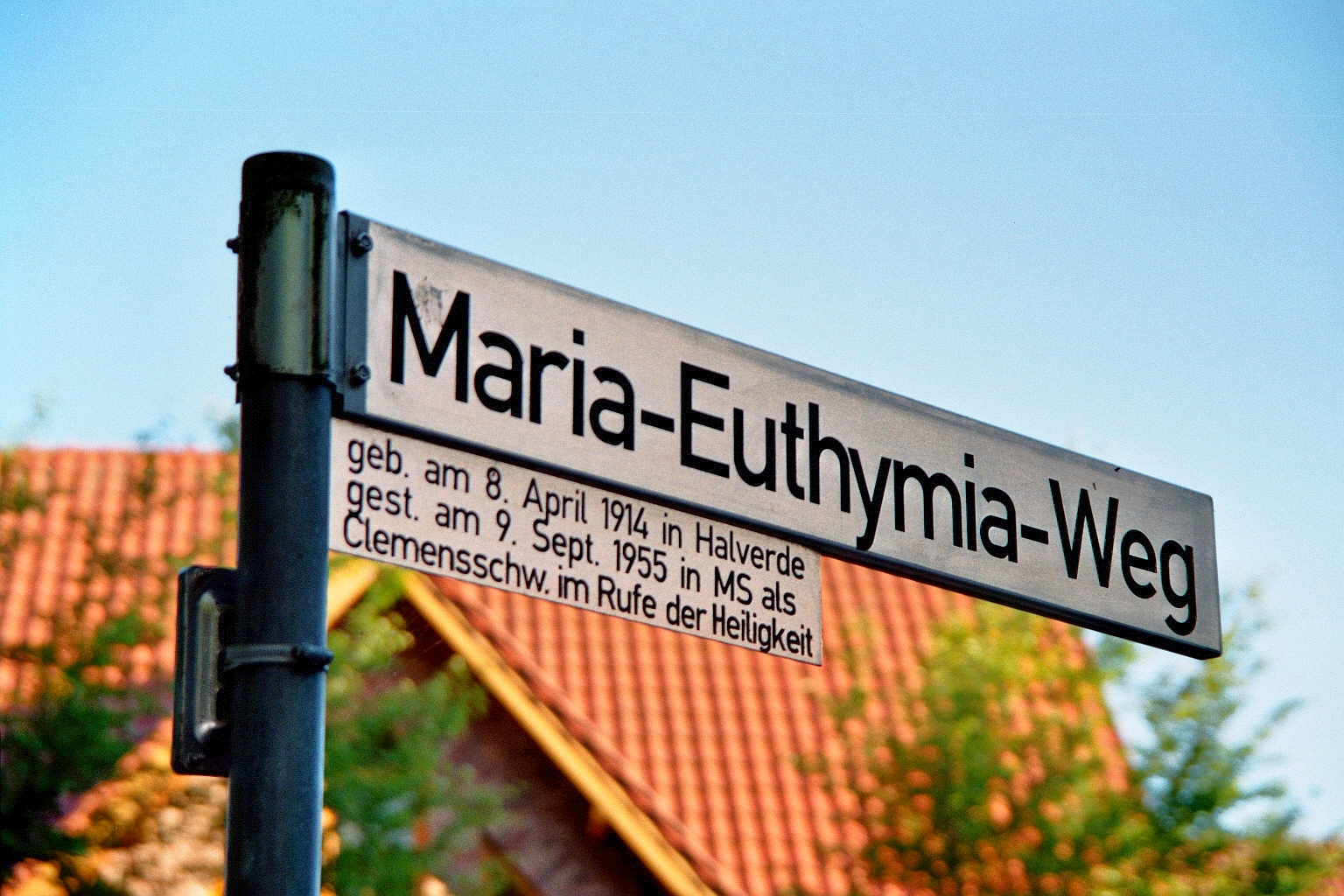
Rue au nom de la religieuse dans la ville de Hopsten (Allemagne)
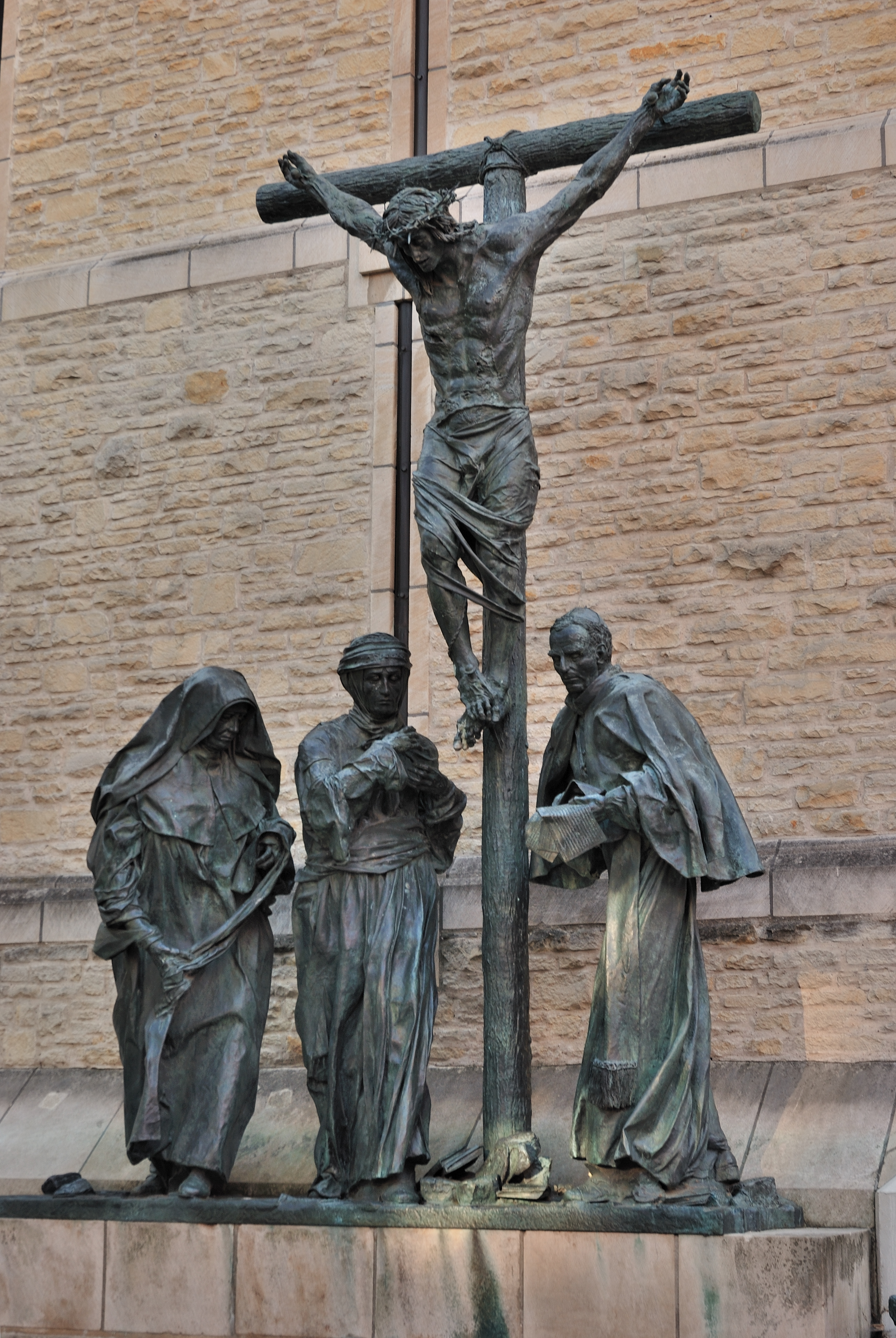
Statues du groupe de la Crucifixion sur le Horsteberg derrière la cathédrale de Münster. Le personnage de gauche est la bienheureuse sœur Maria Euthymia.
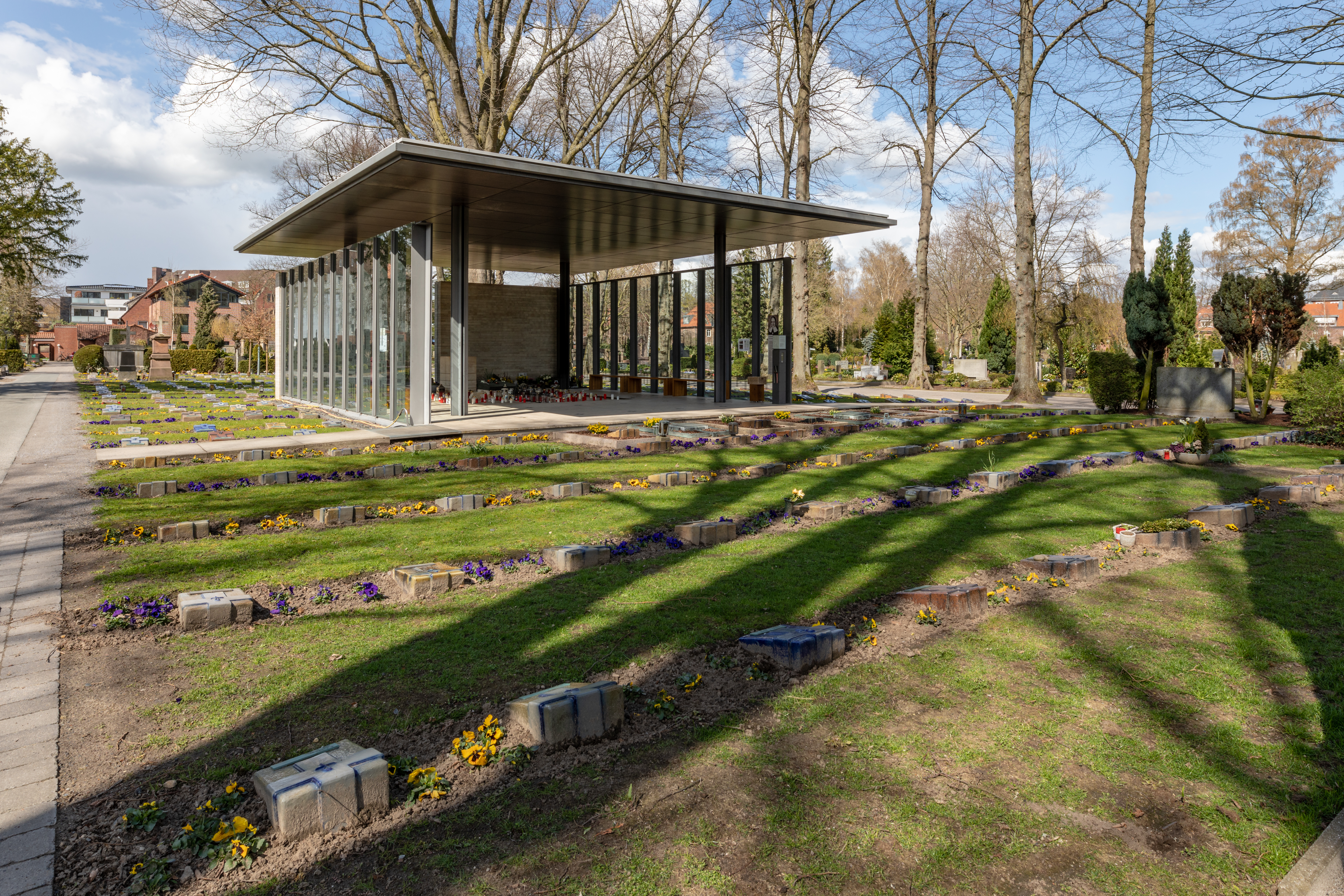
Monument à la mémoire de la religieuse Maria Euthymia au cimetière central de Münster.

## Sources
- (de) Cet article est partiellement ou en totalité issu de l’article de Wikipédia en allemand intitulé « Euthymia Üffing » (voir la liste des auteurs).